# Adrenarca
A adrenarca é um dos estádios pré-puberdade no qual se dá o aumento de produção de hormonas sexuais, fundamentalmente andrógenos e estrógenos, pelas glândulas suprarrenais e que tem lugar nos humanos por volta dos 8 anos, fazendo parte do processo normal do desenvolvimento humano. Esta secreção hormonal aumenta de forma progressiva com a passagem do tempo e causa cerca de dois anos depois o surgimento do odor axilar, de pelos principalmente nas pernas, braços e zona genital (pubarca) e aumento de atividade das glândulas sebáceas do rosto, o que pode originar acne.
A adrenarca é resultante do desenvolvimento de uma nova zona do córtex adrenal, a zona reticularis e relaciona-se com a puberdade, mas a sua maturação e função são diferentes do caso da maturação do hipotálamo, glândula pituitária e dos órgãos sexuais.
A adrenarca é um fenómeno anterior à gonadarca que consiste no aumento da produção de hormonas sexuais do testículo nos meninos e do ovário nas meninas, e que ocorre de forma natural posteriormente.